# 니콜 올리버
니콜 올리버(Nicole Oliver, 1970년 2월 22일 ~ )는 미국의 배우, 성우이다.

## 경력

### 연기
- 엘 워드
- 쿵푸
- 제3의 눈
- 사이크
- 씨드
- 스타게이트 SG-1
- 수퍼내추럴

## 애니메이션
- 천녀유혼
- 카드캡터 사쿠라
- 아기 공룡 버디
- 정들면 고향 코스모스장
- 은하철도 999
- 시간을 달리는 소녀
- 기동전사 건담 SEED
- 기동전사 건담 더블 오
- 방가방가 햄토리
- 이누야샤
- 이누야사: 거울 속의 몽환성
- 리틀리스트 펫샵
- 말하는 강아지 마사
- 맥스 스틸
- 마이 리틀 포니: 우정은 마법
- 마이 리틀 포니: 이퀘스트리아 걸즈
- 팩맨과 유령의 모험
- 파워퍼프걸Z
- 란마 ½
- 세이버 마리오넷 J
- 스톰 호크
- 채운국 이야기
- 천공의 에스카플로네
- 워해머 40,000: 돈 오브 워
- 워해머 40,000: 돈 오브 워: 다크 크루세이드
- 워해머 40,000: 돈 오브 워: 소울스톰